# Kiti (huyện)
Kiti là một huyện thuộc tỉnh Daikondi, Afghanistan. Dân số thời điểm năm 1999 là  người.